# Agrias similis
Agrias similis är en fjärilsart som beskrevs av Percy I. Lathy 1924. Agrias similis ingår i släktet Agrias och familjen praktfjärilar. Inga underarter finns listade i Catalogue of Life.